# Eriocaulon anshiense
Eriocaulon anshiense är en gräsväxtart som beskrevs av Punekar, Malpure och Pakshirajan Lakshminarasimhan. Eriocaulon anshiense ingår i släktet Eriocaulon och familjen Eriocaulaceae. IUCN kategoriserar arten globalt som starkt hotad. Inga underarter finns listade i Catalogue of Life.